# Christo Albertyn Smith
Christo Albertyn Smith (1898–1956) est un botaniste sud-africain. Il a coécrit un dictionnaire définitif des noms communs des plantes sud-africaines, bien qu'il n'ait été publié qu'après sa mort .

## Formation et carrière
Smith est né à Boksburg, Afrique du Sud en 1898. Il obtient son BSc en 1920 à l'Université de Stellenbosch, après quoi il travaille comme professeur de biologie au lycée (1921 - 1924). Il rejoint le personnel professionnel de la Division des sciences végétales de l'Herbier national de Pretoria en 1925 et devient agent de liaison botanique à l'Herbier de Kew de Londres de 1928 à 1931. Au cours de sa carrière, il collecte quelque 4600 échantillons de flore, notamment des Crassulaceae, des Fabaceae, des Amaranthaceae, des Vitaceae, des Asteraceae, des Celastraceae, des Scrophulariaceae, des Brassicaceae, des Scilloideae, des Oleaceae, des Geraniaceae, des Poaceae, des Portulacaceae et des Rutaceae, dont la plupart sont stockées à Pretoria et à Kew gardens ,.  

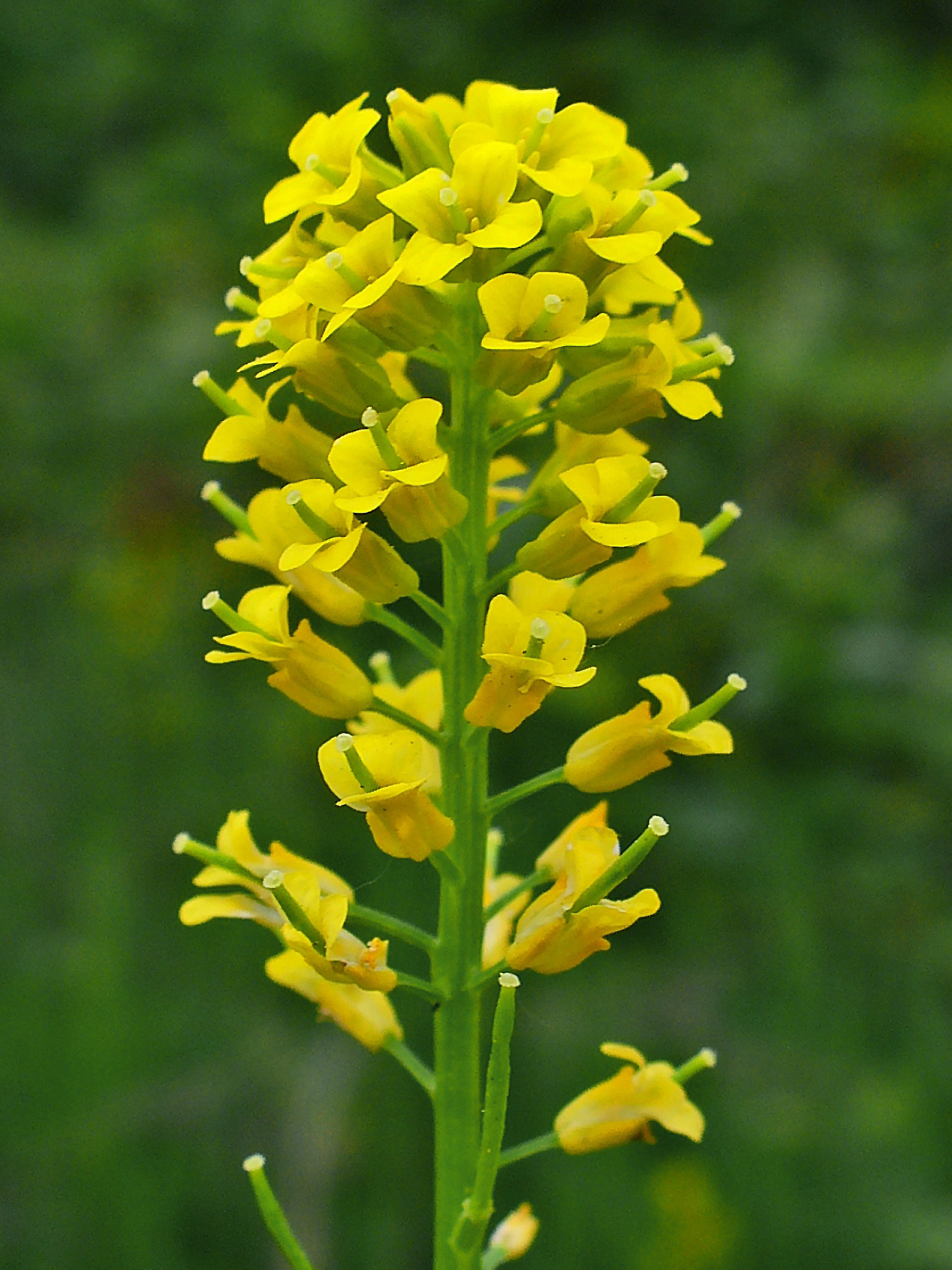
Brassicacées : Cresson d'hiver, Barbarea vulgaris

Il prend sa retraite universitaire en 1931 se lance dans le journalisme. Il travaille comme rédacteur agricole pour le Natal Witness à Pietermaritzburg, en Afrique du Sud . 
Il travaille pour le Département de l'information d'État, Afrique du Sud à partir de 1946 et est affecté à Canberra, Australie en tant qu'officier de l'information en 1954 ,,.  
Il est décédé en 1956 à Canberra, en Australie ,.

## Publications sélectionnées
- Albizia gummifera Smith, CA Bulletin d'informations diverses, Royal Gardens, Kew 1930(5): 218. 1930 [5]
- C.A. Smith, E.P. Phillips et E. Van Hoepen, Common names of South African plants, Department of Agricultural Technical Services, coll. « Botanical Survey memoir No. 35 », 1966 (lire en ligne)